# ناحیه کامولی
ناحیه کامولی (به لاتین: Kamuli District) یک منطقهٔ مسکونی در اوگاندا است که در استان شرقی، اوگاندا واقع شده‌است. ناحیه کامولی ۵۰۰٬۸۰۰ نفر جمعیت دارد و ۱٬۱۰۰ متر بالاتر از سطح دریا واقع شده‌است.